# Украинка (авиабаза)
Укра́инка — крупный военный аэродром в Серышевском районе Амурской области, в 26 км севернее города Белогорска. Аэродром получил название по ближайшему населённому пункту — селу Украинка.
На аэродроме дислоцируется командование 326-й тяжёлой бомбардировочной Тарнопольской ордена Кутузова авиационной дивизии и два полка дальней авиации:
- 182-й гвардейский тяжёлый бомбардировочный авиационный Севастопольско-Берлинский Краснознамённый полк
- 79-й тяжёлый бомбардировочный авиационный ордена Красной Звезды полк
- части обеспечения

На территории аэродрома имеется экспозиция (музей).

## История
С 1953 года на аэродромах Белоногово и Украинка в Серышевском районе Амурской области дислоцировался 79-й ордена Красной Звезды смешанный авиационный полк (в/ч 64385), организационно входивший в состав 73-й авиационной дивизии фронтовой авиации (в/ч 23253).
Этот полк перелетел с Сахалина (аэр. Сокол) и сразу по прибытии начал перевооружение на самолёты Ил-28.
В 1956 году 73-я дивизия с 79-м полком снова начали перевооружение, были переданы в Дальнюю авиацию и стали именоваться: 79-й ордена Красной Звезды тяжёлый бомбардировочный авиационный полк и 73-я тяжёлая бомбардировочная авиационная дивизия.
Базовым для дивизии стал аэродром Украинка, на котором разместилось командование 79-го полка (в/ч 64385). На аэродроме Белоногово разместились 37-й батальон связи (в/ч 49753) и кислородная станция. Управление и штаб 73-й ТБАД из г. Куйбышевка Восточная (ныне г. Белогорск) переместились сначала на аэродром Белоногово, а затем на Украинку.
На вооружение поступили самолёты 3М, М-4 и Ту-16П.
1 декабря 1957 года на аэродроме Украинка был сформирован новый 40-й тяжёлый бомбардировочный авиационный полк (в/ч 15499). Полк вошёл в состав дивизии. На вооружении полка были 3М, М-4 и транспортные самолёты.
К 1961 году все самолёты типа М-4 были выведены из боевого состава ВС СССР, переоборудованы в танкеры воздушной заправки и вошли в состав двух вновь сформированных эскадрилий самолётов заправщиков. На аэродроме Украинка была сформирована 251-я отдельная авиационная эскадрилья самолётов-заправщиков . В 1965 году 251-я отдельная авиационная эскадрилья самолётов-заправщиков была расформирована, самолёты-заправщики распределены между авиаполками.
В 1985 году все самолёты 3М и М-4 были утилизированы, а на их замену поступили ракетоносцы Ту-95К и Ту-95К-22.
В 1998 году на аэродром Украинка, в связи с начавшейся войной в Чеченской республике, из Моздока был перебазирован 182-й гвардейский тяжёлый бомбардировочный авиационный Севастопольско-Берлинский Краснознамённый полк, и влился в состав 40-го ТБАП. Приказ гласил: «переформировать 182-й ТБАП и 40-й ТБАП в 40-й ТБАП с сохранением Боевого Знамени, почётных наименований, орденов и исторического формуляра 182-го ТБАП». Однако уже в июне, согласно директиве от 2.06.98 г., полку вернули номер «182».
73-я ТБАД была переформирована в 326-ю тяжёлую бомбардировочную авиационную Тарнопольскую ордена Кутузова дивизию.
С 2009 года, после очередного реформирования вооружённых сил, на аэродроме Украинка было сформировано командование и четыре авиационные эскадрильи 6952-й гвардейской авиационной Севастопольско-Берлинской краснознамённой базы, в/ч 75715.
В 2015 году 6952-я авиабаза дальней авиации была переформирована обратно в 326-ю авиационную дивизию, в состав которой, помимо двух полков Ту-95МС на аэр. Украинка, вошёл 200-й гвардейский тяжёлый бомбардировочный авиационный Брестский Краснознамённый полк с дислокацией на аэр. Белая, самолёты Ту-22М3.

## Происшествия
(информация не полная)
- 8 марта 1963 года. Столкновение двух самолётов 3М 40-го ТБАП, аэр. Украинка. Вылет ночью на ЛТУ полка. При выполнении полёта в боевом порядке «пара» из-за личной недисциплинированности ведомого командира авиационного отряда м-ра Гильметдинова Н.Г произошло столкновение с ведущим самолётом командира эскадрильи подполковника Середы И. Н. В результате столкновения оба самолёта разрушились и сгорели. Десять членов экипажа, включая обоих командиров, погибли, шесть членов экипажа катапультировались и приземлились на парашютах.
- 5 мая 1965 года в авиационной катастрофе погиб экипаж во главе с командиром 73-й ТБАД полковником В. И. Болдинским. Самолёт 3МД № 1301. При пересечении береговой черты Охотского моря, из-за навигационной ошибки, на высоте 600 метров самолёт врезался в гору.
- 17 сентября 1974 года произошла катастрофа М-4, командир корабля Л. Н. Станиславский, 40-й ТБАП. После взлёта нелокализованный пожар в отсеке передней стойки шасси и затем пожар топливной системы самолёта. Шесть членов экипажа катапультировались и благополучно приземлились, КК катапультировался, но сгорел в воздухе. Воздушный стрелок катапультироваться не смог и погиб.
- 8 июля 1978 года катастрофа ЗМ (экипаж майора В. В. Усова), 40-й ТБАП, Украинка. Экипаж с инструктором майором В. М. Смирновым выполнял полёт по кругу при минимуме погоды ночью. После ухода на второй круг при выполнении первого разворота отказал второй двигатель и возник пожар. В результате стресса правый лётчик по ошибке выключил исправный двигатель. Лётчики покинули самолёт, не обеспечив покидания его всеми членами экипажа (не сбросили давление воздуха из камер герметизации люков). По этой причине старший воздушный стрелок-радист (СВСР) Харченко и СБТ Хамзин не смогли сбросить крышки люков и катапультироваться, что привело к их гибели. Остальные члены экипажа покинули самолёт. Погибли ст. л-т Хамзин Р. М. и прапорщик Харченко А. А.
- Летом 2015 года были потеряны два Ту-95МС[2][3].
- Авиабаза была одной из целей Украины для атаки FPV-дронами в ходе операции «Паутина» 1 июня 2025 года, однако удары не состоялись[4].